# 木津川市立木津南中学校
木津川市立木津南中学校（きづがわしりつ しづかわみがわちゅうがっこう）は、京都府木津川市にある公立中学校。

## 概要
梅美台・州見台地区の生徒数増加に伴い、2011年4月に木津川市立木津中学校から分離し、開校した。バリアフリー対策として開校当初からエレベーターが完備され、中央部に吹き抜けのある校舎が特徴である。将来的に1000人規模までの生徒数増加を見込んで設計された。給食は木津川市立第二給食センターから運ばれる学校給食センター方式を採用している。

## 沿革
- 2011年（平成23年）4月5日 - 木津川市立木津中学校から分離・開校（生徒数約270人）
- 2012年（平成24年）1月18日 - 校歌発表会を開催[1]

## 部活動

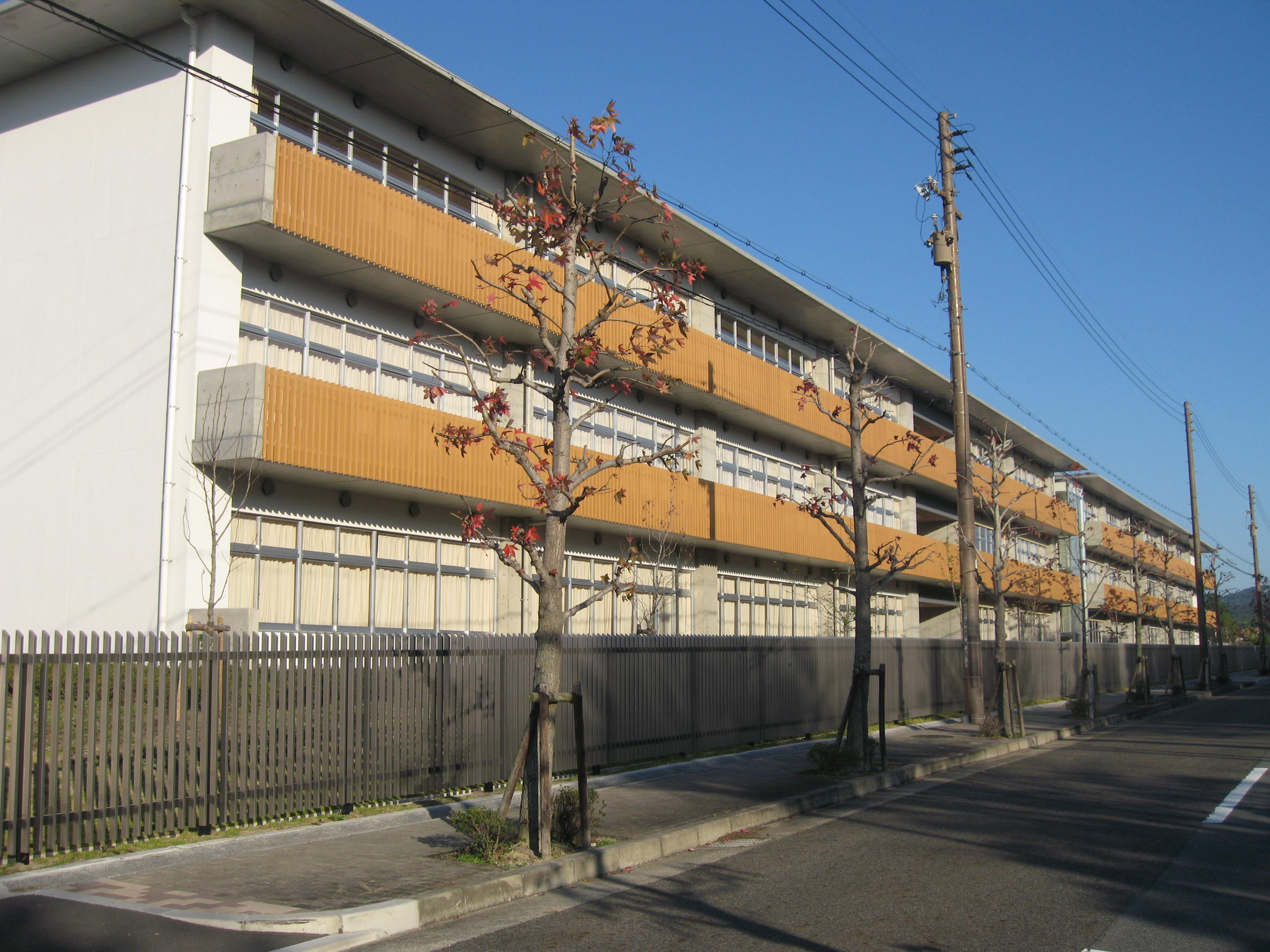
校舎の画像

2011年4月現在の部活動である。
体育系
- 陸上・駅伝部
- サッカー部
- ソフトボール部
- 野球部
- 男子ソフトテニス部
- 女子ソフトテニス部
- 卓球部
- 男子バスケットボール部
- 女子バスケットボール部
- 女子バレーボール部
- 剣道部

文化系
- 家庭科部
- 吹奏楽部
- 美術部
- 科学部
- チャレンジ部

## 通学区域
木津川市においては公立学校選択制が導入されていないため、以下の小学校区在住の場合、原則木津南中学校へ通学する。
- 木津川市立州見台小学校（全域）
- 木津川市立梅美台小学校（全域）
- 木津川市立城山台小学校（城山台9丁目～13丁目）

## アクセス
- JR大和路線 平城山駅から北東約2km。
- JR奈良線・大和路線・学研都市線 木津駅から南東約2km。
- 近鉄奈良線 近鉄奈良駅から奈良交通バス乗車

## 通学区域が隣接している学校
- 木津川市立木津中学校
- 木津川市立泉川中学校
- （奈良県）奈良市立若草中学校
- （奈良県）奈良市立平城東中学校